# Jon Walker

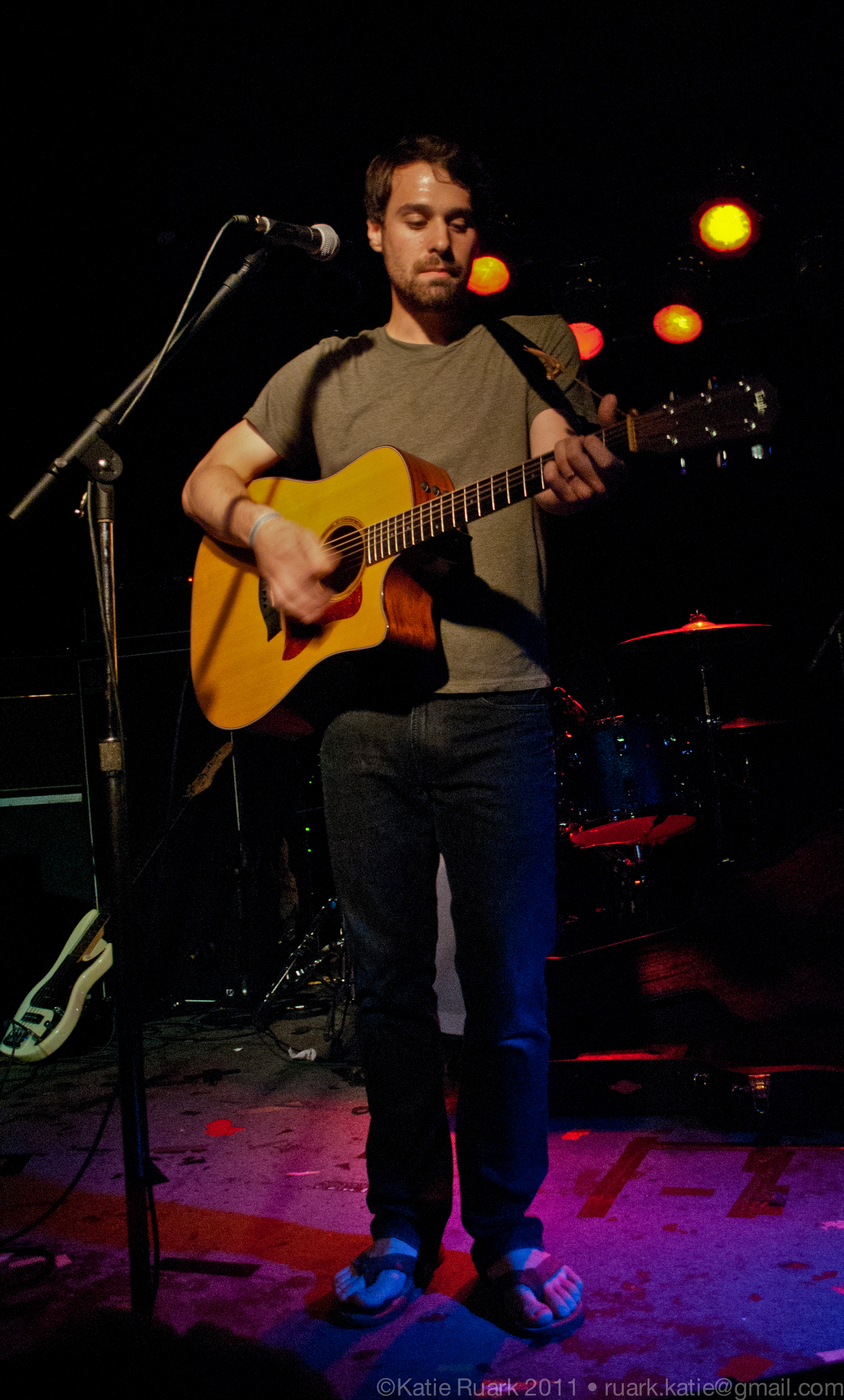
Jon Walker (2011).

Jon Walker, född 17 september 1985 i Chicago, Illinois, är en amerikansk musiker.
Tidigare spelade han bas i rock-bandet Panic At The Disco.
Bandet lärde känna Walker genom The Academy Is... när han jobbade med TAI på en av deras turnéer. Bandet kontaktade Walker efter att Brent Wilson lämnat bandet, på grund av att de andra bandmedlemmarna, Brendon Urie, Ryan Ross och Spencer Smith, inte längre kände att han utvecklades i bandet. Jon fick hoppa direkt in i en av deras påbörjade turnéer och fick lyssna igenom alla deras låtar på flygplanet på vägen dit. Jon stannade sedan i bandet och blev den fjärde medlemmen. I en intervju med rock tidningen Rock Sound avslöjade Walker att han var den som fick ringa upp Wilson och berätta att han inte längre var delaktig i bandet.
2009 lämnade Jon bandet tillsammans med gitarristen, bakgrunssångaren och pianisten Ryan Ross.
Medan The Young Veins var på en hiatus har Walker startat en solokarriär. Än så länge har han skivorna Home Recordings och New Songs ute, och han har haft vissa liveshower. The Young Veins hiatus övergick till att bandet inte längre existerar. 
Han är sedan en tid tillbaka tillsammans med flickvännen Cassie.